# 上石洞乡
上石洞乡，是中华人民共和国河北省承德市兴隆县下辖的一个乡镇级行政单位。

## 行政区划
上石洞乡下辖以下地区：
后深峪村、大好地村、小好地村、中石洞村、上石洞村、栅子沟村、营南峪村、山神庙村和米铺村。